# ماریا آنجلا آستورچ
ماریا آنجلا آستورچ (به انگلیسی: Maria Angela Astorch؛ زادهٔ 
۱ سپتامبر ۱۵۹۲ – درگذشتهٔ ۲ دسامبر ۱۶۶۵) راهبه و عارف اسپانیایی بود. وی در بارسلونا متولد شد و گروه کاپوچین پور کلارز ساراگوسا و مورسیا را تأسیس نمود.
آستورچ در ۲ دسامبر ۱۶۶۵، در سن ۷۳ سالگی در مورسیا، اسپانیا درگذشت.